# Bordeaux Métropole
Pour les articles homonymes, voir CUB.
Bordeaux Métropole (anciennement, communauté urbaine de Bordeaux ou CUB) est une métropole française, située dans le département de la Gironde, en région Nouvelle-Aquitaine.
Deuxième métropole de droit commun par sa population après celle de Lille (les métropoles de Paris et de Marseille étant deux métropoles à statut particulier et celle de Lyon étant une collectivité territoriale), Bordeaux Métropole regroupe 28 communes (dont 26 incluses dans l'agglomération de Bordeaux, ainsi que celles d'Ambès et de Saint-Louis-de-Montferrand), et compte 843 738 habitants en 2022. Elle a pris la suite, le 1er janvier 2015, de la communauté urbaine de Bordeaux (CUB).

## Historique

Logo de la communauté urbaine de Bordeaux.

La métropole dénommée « Bordeaux Métropole » a été créée au 1er janvier 2015 par décret du 23 décembre 2014 pris en exécution de la loi de modernisation de l'action publique territoriale et d'affirmation des métropoles (loi MAPTAM) du 27 janvier 2014, par transformation de l'ancienne Communauté urbaine de Bordeaux (CUB).
La création et le développement des métropoles répondent à l'objectif d'assurer aux territoires français les plus dynamiques économiquement une structure politique et administrative qui leur permette de répondre aux enjeux spécifiques qu'ils rencontrent. L'architecture institutionnelle métropolitaine doit permettre aux principales aires urbaines françaises d'atteindre une « taille critique » leur donnant les moyens de conduire des politiques publiques adaptées à leur taille réelle et à leurs ambitions, bénéficiant à terme à l'ensemble du pays. Dans cet objectif, l’État a mis en place une quinzaine de « pactes métropolitains » afin d'apporter des financements aux investissements de ces nouveaux groupements. Les métropoles sont représentées au niveau national par deux associations : France urbaine et l'Assemblée des Communautés de France.
La CUB avait elle-même été créée le 1er janvier 1968, en exécution de la loi no 66-1069 du 31 décembre 1966 relative aux communautés urbaines, et instituant les communautés urbaines de Strasbourg, Lille, Lyon et Bordeaux. Martignas-sur-Jalle rejoint la communauté urbaine le 1er juillet 2013.

## Territoire communautaire

### Géographie

Carte des communes de la Métropole.

Bordeaux Métropole est située au centre de la Gironde, au cœur de la région Nouvelle-Aquitaine. Elle représente à peu près la moitié de la population départementale. Elle regroupe 28 communes et présente une superficie de 578,3 km2, étendue entre le Médoc, les Landes girondines, les Graves, l'Entre-deux-Mers et le bec d'Ambès.

### Composition

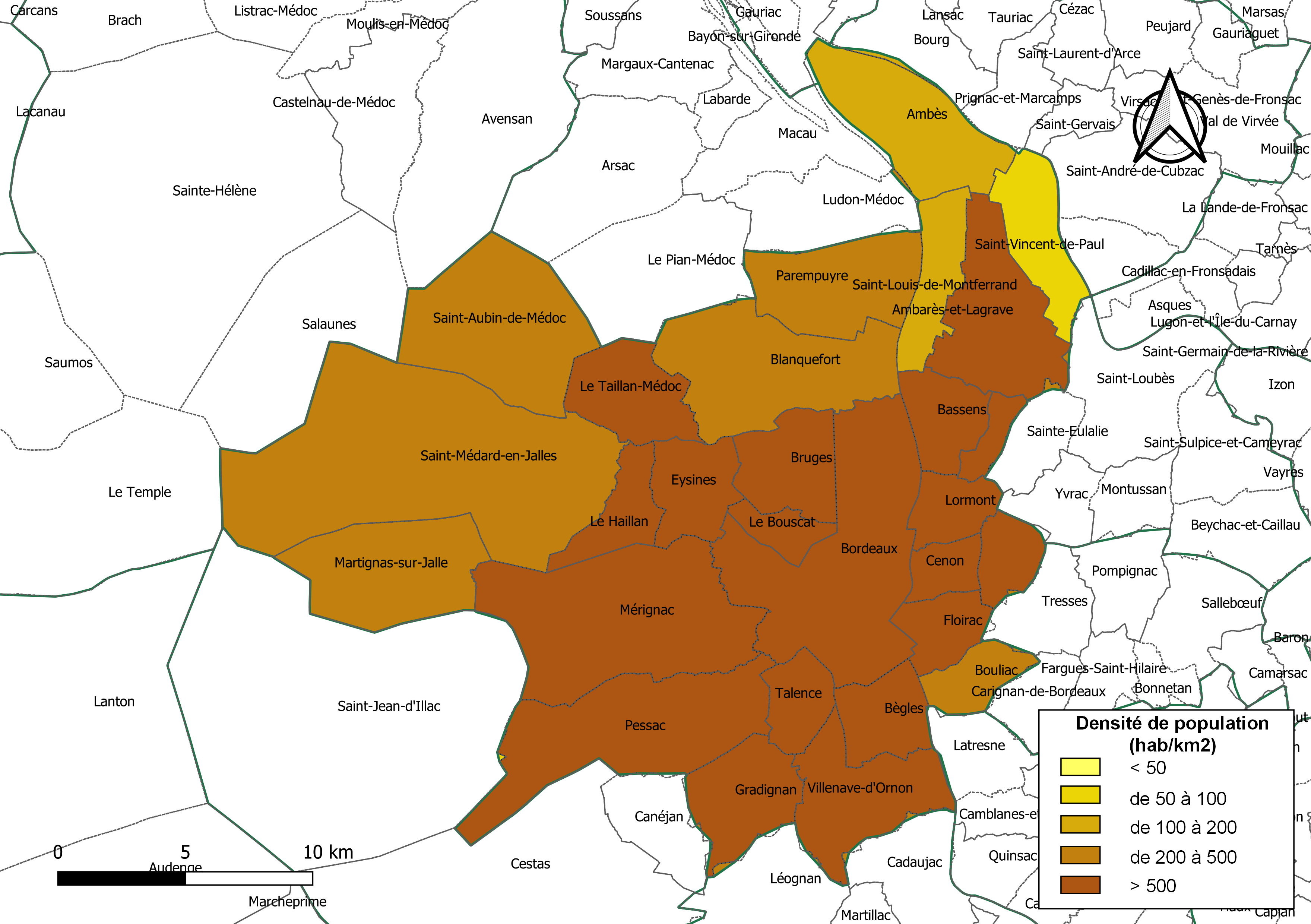
Carte des densités de population (millésimée 2016) des communes de Bordeaux Métropole.

Les communes membres de la métropole sont celles qui constituaient la CUB, soit, en 2018.
La métropole est composée des 28 communes suivantes :

| Nom                        | Code Insee | Gentilé         | Superficie (km2) | Population (dernière pop. légale) | Densité (hab./km2) |
| -------------------------- | ---------- | --------------- | ---------------- | --------------------------------- | ------------------ |
| Bordeaux (siège)           | 33063      | Bordelais       | 49,36            | 265 328 (2022)                    | 5 375              |
| Ambarès-et-Lagrave         | 33003      | Ambarésiens     | 24,76            | 17 298 (2022)                     | 699                |
| Ambès                      | 33004      | Ambésiens       | 28,85            | 3 291 (2022)                      | 114                |
| Artigues-près-Bordeaux     | 33013      | Artiguais       | 7,28             | 8 623 (2022)                      | 1 184              |
| Bassens                    | 33032      | Bassenais       | 10,28            | 8 132 (2022)                      | 791                |
| Bègles                     | 33039      | Béglais         | 9,96             | 30 968 (2022)                     | 3 109              |
| Blanquefort                | 33056      | Blanquefortais  | 33,72            | 16 786 (2022)                     | 498                |
| Bouliac                    | 33065      | Bouliacais      | 7,48             | 3 806 (2022)                      | 509                |
| Le Bouscat                 | 33069      | Bouscatais      | 5,28             | 24 262 (2022)                     | 4 595              |
| Bruges                     | 33075      | Brugeais        | 14,22            | 20 382 (2022)                     | 1 433              |
| Carbon-Blanc               | 33096      | Carbonblannais  | 3,86             | 8 342 (2022)                      | 2 161              |
| Cenon                      | 33119      | Cenonnais       | 5,52             | 26 784 (2022)                     | 4 852              |
| Eysines                    | 33162      | Eysinais        | 12,01            | 24 436 (2022)                     | 2 035              |
| Floirac                    | 33167      | Floiracais      | 8,67             | 17 939 (2022)                     | 2 069              |
| Gradignan                  | 33192      | Gradignanais    | 15,77            | 26 186 (2022)                     | 1 660              |
| Le Haillan                 | 33200      | Haillanais      | 9,26             | 11 499 (2022)                     | 1 242              |
| Lormont                    | 33249      | Lormontais      | 7,36             | 24 654 (2022)                     | 3 350              |
| Martignas-sur-Jalle        | 33273      | Martignassais   | 26,39            | 7 959 (2022)                      | 302                |
| Mérignac                   | 33281      | Mérignacais     | 48,17            | 77 136 (2022)                     | 1 601              |
| Parempuyre                 | 33312      | Parempuyriens   | 21,8             | 10 407 (2022)                     | 477                |
| Pessac                     | 33318      | Pessacais       | 38,82            | 66 874 (2022)                     | 1 723              |
| Saint-Aubin-de-Médoc       | 33376      | Saint-Aubinois  | 34,72            | 7 764 (2022)                      | 224                |
| Saint-Louis-de-Montferrand | 33434      | Montferrandais  | 10,8             | 2 097 (2022)                      | 194                |
| Saint-Médard-en-Jalles     | 33449      | Saint-Médardais | 85,28            | 32 749 (2022)                     | 384                |
| Saint-Vincent-de-Paul      | 33487      | Vincentiens     | 13,88            | 1 016 (2022)                      | 73                 |
| Le Taillan-Médoc           | 33519      | Taillanais      | 15,16            | 10 966 (2022)                     | 723                |
| Talence                    | 33522      | Talençais       | 8,35             | 45 869 (2022)                     | 5 493              |
| Villenave-d'Ornon          | 33550      | Villenavais     | 21,26            | 42 185 (2022)                     | 1 984              |

### Économie
Bordeaux Métropole représente sept sites d'intérêt métropolitain (SIM), 790 ha de zone franche urbaine, 14 891 entreprises de commerce, une zone de chalandise de 3,8 millions de personnes, 3 985 entreprises créées en 2003, 48 000 établissements, 340 000 emplois salariés et 1 563 000 m2 de bureaux récents.[réf. souhaitée]

### Démographie
La population de ce qui était encore la CUB s'élevait en 2012 à 737 492 habitants et ne cesse d'augmenter. Par conséquent, d'ici à l'année 2030, la population de la Métropole pourrait approcher le million d'habitants. La population de Bordeaux représente un tiers de la population de l'agglomération. Depuis 2000, la métropole compte environ 12 000 naissances par an, tandis qu'un habitant sur trois a moins de 25 ans.
Sur les 10 dernières années, la croissance démographique de la capitale de la Nouvelle-Aquitaine a été de 6,2 %, soit environ le double de la moyenne nationale. En ce qui concerne les populations nouvelles qui viennent s'installer dans la métropole, 40 % d'entre elles ont entre 24 et 40 ans[réf. nécessaire].
| 1968    | 1975    | 1982    | 1990    | 1999    | 2006    | 2011    | 2016    | 2022    |
| ------- | ------- | ------- | ------- | ------- | ------- | ------- | ------- | ------- |
| 554 930 | 586 900 | 592 473 | 630 018 | 665 572 | 709 155 | 727 256 | 783 081 | 843 738 |

## Organisation

### Siège
Le siège de la métropole est à Bordeaux, esplanade Charles-de-Gaulle. La Métropole dispose de deux bâtiments principaux
dans le quartier Mériadeck.

### Élus
La métropole est administrée par son Conseil métropolitain, composé, pour la mandature 2020-2026, de 104 conseillers municipaux représentant chacune des  communes membres et répartis en fonction de leur population de la manière suivante : 

- 35 délégués pour  Bordeaux ;

- 9 délégués pour  Mérignac ; 

- 8 délégués pour  Pessac ; 

- 6 délégués pour Talence ;

- 4 délégués pour  Villenave-d'Ornon et Saint-Médard-en-Jalles ;

- 3 délégués pour  Bègles, Gradignan, Cenon, Eysines, Le Bouscat et Lormont ;

- 2 délégués pour Bruges, Floirac, Ambarès-et-Lagrave et Blanquefort ; 

- 1 délégué ou son suppléant pour les 12 autres communes.
Après les élections municipales de 2020 en Gironde, le conseil métropolitain renouvelé comprend 58 hommes (56 %) et 46 femmes (44 % ), 21 maires hommes et 7 maires femmes, et compte 62 nouveaux élus par rapport à l'ancien de 2014, soit un taux de renouvellement de près de 60%.
Au moment de l'élection de 2020, ils se répartissaient en groupes politiques de la manière suivante : 
| Parti                                         | Président | Président       | Élus |
| --------------------------------------------- | --------- | --------------- | ---- |
| Majorité (65 sièges)                          |           |                 |      |
| Groupe Socialistes et apparentés              |           | Alain Anziani   | 30   |
| Groupe Europe Écologie Les Verts              |           | Pierre Hurmic   | 31   |
| Groupe Communistes et apparentés              |           | Claude Mellier  | 3    |
| Opposition (39 sièges)                        |           |                 |      |
| Groupe Communauté d'Avenir (LR - UDI - MoDem) |           | Patrick Bobet   | 34   |
| Groupe LREM                                   |           | Thomas Cazenave | 4    |
| Groupe Extrême Gauche                         |           | Philippe Poutou | 1    |
| Non inscrits (1 sièges)                       |           |                 |      |

Composition du conseil de la métropole de Bordeaux 2020-2026.

En 2021, Marc Morisset, ancien élu du groupe écologiste, est exclu pour des propos contre le vaccin contre le Covid19 jugés complotistes.
Ce conseil métropolitain a élu le 17 juillet 2020 son nouveau président, Alain Anziani, maire de Mérignac, ainsi que ses 20 vice-présidents.
Alain Anziani ayant démissionné pour raisons de santé, le conseil métropolitain réuni le 15 mars 2024 a élu sa successeure, Christine Bost, maire socialiste d’Eysines, première femme présidente de l'intercommunalité et sixième à exercer la présidence d'une métropole. Le conseil a également élu ses vice-présidents, qui sont : 
1. Pierre Hurmic, maire de Bordeaux, chargé de la transition des territoires ;
2. Véronique Ferreira, maire de Blanquefort, chargée des finances ;
3. Clément Rossignol-Puech, maire de Bègles, chargé de la stratégie des mobilités et mobilités alternatives / prospective 2030-2050 (SDODM Mobilités douces et actives) ;
4. Stéphane Delpeyrat-Vincent, maire de Saint-Médard-en-Jalles, chargé du développement économique et emploi, de l'enseignement supérieur et recherche ;
5. Patrick Labesse, maire de Carbon-Blanc, chargé de la collecte, du tri, de la valorisation des déchets et de la  politique zéro déchet  ;
6. Brigitte Terraza, maire de Bruges, chargée de la proximité et déconcentration de l’action métropolitaine (CODEV, mutualisation, suivi des conférences territoriales, relations à l’usager) ;
7. Alain Garnier, maire d'Artigues-près-Bordeaux, chargé de l'économie sociale et solidaire, économie de la proximité (commerce, artisanat) ;
8. Jean Touzeau, maire de Lormont, chargé de la valorisation du fleuve, franchissements et rééquilibrage rive droite  ;
9. Marie-Claude Noël, conseillère municipale déléguée de Bordeaux, chargée des stratégies urbaines : PLU, EPF  ;
10. Jean-François Egron, maire de Cenon, chargé des ressources humaines et administration générale  ;
11. Sylvie Cassou-Schotte, adjointe au maire de Mérignac, chargée de l'eau et de l'assainissement ;
12. Béatrice de François, maire de Parempuyre, chargée des transports en commun et stationnement (gestion DSP, réseaux tram et bus, stationnement et parkings) ;
13. Claudine Bichet, maire-adjointe de Bordeaux, chargée du climat, transition énergétique, santé  ;
14. Jean-Jacques Puyobrau, maire de Floirac, chargé du logement - habitat - politique de la ville  ;
15. Claude Mellier, conseillère municipale de Mérignac, chargée des grandes infrastructures de transport routières et ferroviaires ;
16. Brigitte Bloch, conseillère municipale de Bordeaux, chargée du tourisme, évènements et équipements métropolitains  ;
17. Andrea Kiss, maire du Haillan, chargée de l'aménagement urbain et naturel ainsi que du foncier opérationnel  ;
18. Céline Papin,  adjointe au maire de Bordeaux, chargée des équilibres des territoires, relations internationales et dialogue citoyen   ;
19. Marie Recalde, chargée de la voirie - espaces publics – FIC ;
20. Patrick Papadato, adjoint au maire de Bordeaux, chargé de la stratégie nature, de la biodiversité et de la résilience alimentaire.

### Liste des présidents
Le président de la communauté urbaine puis de la métropole est élu par le conseil pour six ans, dans le mois qui suit les élections municipales et communautaires.
| Nom | Nom                   | Nom                   | Dates du mandat | Dates du mandat | Parti        | Notes |
| --- | --------------------- | --------------------- | --------------- | --------------- | ------------ | --- |
|     | Jacques Chaban-Delmas | Jacques Chaban-Delmas | décembre 1967   | 1977            | UDR          | Premier ministre (1969 → 1972) Maire de Bordeaux (1947 → 1965) Député de la Gironde (1re puis 2e circ.) (1946 → 1969, 1970, 1973 → 1997) Président de l'Assemblée nationale (1958 → 1969, 1978 → 1981, 1986 → 1988) Président du conseil régional d'Aquitaine (1974 → 1979 et 1985 → 1988) Compagnon de la Libération |
|     | Michel Sainte-Marie   | Michel Sainte-Marie   | 1977            | 1983            | PS           | Professeur de physique-chimie, membre fondateur de la fédération Léo Lagrange Député de la Gironde (6e circ.) (1972 → 2012) Maire de Mérignac (1974 → 2014) |
|     | Jacques Chaban-Delmas | Jacques Chaban-Delmas | 1983            | 1995            | RPR          | Premier ministre (1969 → 1972) Maire de Bordeaux (1947 → 1965) Député de la Gironde (1re puis 2e circ.) (1946 → 1969, 1970, 1973 → 1997) Président de l'Assemblée nationale (1958 → 1969, 1978 → 1981, 1986 → 1988) Président du conseil régional d'Aquitaine (1974 → 1979 et 1985 → 1988) Compagnon de la Libération |
|     | Alain Juppé           | Alain Juppé           | juillet 1995    | décembre 2004   | RPR puis UMP | Premier ministre (1995 → 1997) Maire de Bordeaux (1995 → 2004 et 2006 → 2019) Député de la Gironde (2e circ.) (1997 → 2004) Démissionnaire après sa condamnation à l'inéligibilité |
|     | Alain Rousset         | Alain Rousset         | décembre 2004,  | juillet 2007    | PS           | Directeur de cabinet Maire (1989 → 2001) puis maire adjoint (2001 → 2007) de Pessac Président du conseil régional d'Aquitaine (1988 → 2015) Président du conseil régional de Nouvelle-Aquitaine (2016 → ) Démissionnaire après son élection comme député                                                              |
|     | Vincent Feltesse,     | Vincent Feltesse      | juillet 2007    | avril 2014      | PS           | Journaliste puis collaborateur d'élu Maire de Blanquefort (2001 → 2012) Député de la Gironde (2e circ.) (2001 → 2012) |
|     | Alain Juppé           | Alain Juppé           | avril 2014,     | février 2019    | UMP → LR     | Premier ministre (1995 → 1997) Maire de Bordeaux (1995 → 2004 et 2006 → 2019) Député de la Gironde (2e circ.) (1997 → 2004) Premier président de Bordeaux Métropole Démissionnaire après sa nomination au Conseil constitutionnel.                                                                                    |
|     | Patrick Bobet         |                       | février 2019    | juillet 2020    | LR           | Médecin Maire du Bouscat (2001 → ) |
|     | Alain Anziani         |                       | juillet 2020,   | mars 2024       | PS           | Avocat Maire de Mérignac (2014 → ) Sénateur de la Gironde (2008 → 2017) Démissionnaire pour raison de santé |
|     | Christine Bost        |                       | mars 2024       |                 | PS           | Responsable de communication Maire d'Eysines (2008 → ) Conseillère générale de Blanquefort (2001 → 2015) Conseillère départementales des Portes du Médoc (2015 → ) Vice-présidente du conseil général puis départemental de la Gironde (2012 → 2024)                                                                  |

### Compétences
La CUB, puis Bordeaux Métropole, exerce les compétences qui leur sont transférées par les communes membres, dans les conditions déterminées par le code général des collectivités territoriales :

#### CUB
Les missions de la CUB correspondaient aux 12 compétences attribuées aux communautés urbaines par la loi du 31 décembre 1966, à savoir : le développement économique, l'urbanisme, l'habitat, l'environnement, l'eau et l'assainissement, les transports urbains (TBC, devenu TBM depuis 2016), la voirie, le stationnement, les cimetières, l'enseignement, les abattoirs et le Marché d'Intérêt National (MIN).
La CUB a été la première agglomération française où a été testé et implanté à la fin des années 1970 le système informatisé de gestion des feux tricolores, Gertrude.
Le 31 octobre 2014, la CUB renouvelle le contrat de Kéolis pour l'exploitation du réseau de transport de la métropole bordelaise et prévoit ainsi le remplacement de 90 salariés par des barrières automatiques,.

#### Bordeaux Métropole
La métropole exerce les compétences relatives notamment aux champs suivants : 
- développement et d'aménagement économique, social et culturel ;
- aménagement de l'espace métropolitain (PLU intercommunal notamment) ;
- politique locale de l'habitat ;
- politique de la ville ;
- gestion des services d'intérêt collectif ;
- protection et de mise en valeur de l'environnement et de politique du cadre de vie ;
- fourrière automobile ;
- archéologie préventive ;
- promotion d'une programmation culturelle des territoires de la métropole ;
- réseaux non urbains de chaleur ou de froid urbains.

L'État, la Région et le Département peuvent déléguer à la métropole la gestion de certaines de leurs compétences.
Bordeaux Métropole appartient au périmètre du schéma de cohérence territoriale (SCoT) de l'aire métropolitaine bordelaise. Le SYSDAU, syndicat mixte, est l'organisme chargé de sa mise en œuvre. Il regroupe sept autres communautés de communes limitrophes. L'ensemble représente près de 950 000 habitants.

### Régime fiscal et budget
La métropole est un établissement public de coopération intercommunale à fiscalité propre.
Afin de financer l'exercice de ses compétences, l'intercommunalité perçoit la fiscalité professionnelle unique (FPU) – qui a succédé à la taxe professionnelle unique (TPU) – et assure une péréquation de ressources entre les communes résidentielles et celles dotées de zones d'activité.
Elle perçoit également une Taxe d'enlèvement des ordures ménagères (TEOM), qui finance le fonctionnement de ce service public. Le budget de Bordeaux Métropole en 2016 s'élevait à 1 261 352 968 €.

### Accords de coopération
- État de Guanajuato (Mexique)
- Hyderabad (Inde)

### Conseil de développement
Le conseil de développement de Bordeaux Métropole ou C2D est une instance consultative de Bordeaux Métropole.
Le C2D a été créé en 2000, par la CUB (Communauté urbaine de Bordeaux), puis refondé en 2008. Le conseil, appelé « conseil de développement durable », est présidé de 2015 à 2020 par Denis Mollat.
Le C2D est composé de 105 membres (autant que de conseillers communautaires), paritaires, désignés par les 28 communes de la métropole ou choisis par la métropole. Pour chaque commune, un premier citoyen est choisi parmi les cadres dans la direction des entreprises ou associations locales, un deuxième est tiré au sort parmi les résidents.
Le C2D s’exprime sur saisine de la Métropole ou par auto-saisine des membres du Conseil de développement lui-même.
Les saisines impulsées par les élus de la Métropole portent sur des thèmes d’actualité ou relèvent de la prospective territoriale.
Les auto saisines relèvent de champs de compétences choisis par les membres du conseil.
Dans les deux cas, les membres s’inscrivent ensuite dans des groupes, sous forme d’ateliers, pour travailler sur une problématique précise.
Le C2D contribue au développement de certains projets relevant de la Métropole, et du transfert de questions et de données vers une instance supérieure telle que la métropole en elle-même.
- Principaux travaux à la demande de Bordeaux métropole : 
#BM2050, Charte environnement (2003), Métropole et services pour la population, Quelle attractivité pour l'agglomération bordelaise ? (2004), Quelles réponses aux difficultés de logement sur la Cub ? (2005), Enseignement supérieur et recherche (2006), Responsabilité sociale des entreprises (2006), Quel mode de scrutin pour l'intercommunalité ? (2009), Identité d'agglomération ou agglomération d'identités ? (2010), A haute voix (2011), Grenelle des mobilités (2011), 24 propositions pour mieux gérer les déchets (2012), Mettre les données publiques entre les mains des acteurs de la citoyenneté (2015)
- Travaux à l'initiative du C2D : 
Gouvernance et territoires (2006), Jeunesse et esprit d'entreprendre (2010), Environnement et modes de vie (2010), Culture et développement urbain (2011), Habiter (2012), Renouvellement de la classe politique (2013), Ville HQÉ - Haute Qualité Égalitaire (2014), Tous précaires : entretiens croisés sur l'expérience de la précarité (2014).
- Rencontres et autres travaux : 
Assises de la participation, 15 ans du C2D (2014), Les Cafés de la controverse, Midi-idées : un rendez-vous pour les agents de la Cub, Les Agitateurs de Métropole #TesterDemain...

## Équipements gérés par Bordeaux Métropole
Le passage de l’agglomération bordelaise du statut de Communauté Urbaine à celui de Métropole s’accompagne de transferts de compétences dont la gestion d’équipements culturels et sportifs.

### Équipements culturels
- Opéra national de Bordeaux
- Archives de Bordeaux Métropole
- Cité du Vin
- Arkéa Aréna
- Conservatoire National Jacques Thibaud
- Musée de la création franche
- Théâtre des quatre saisons
- Scène Nationale du Carré des Jalles
- Musées Nationaux de Bordeaux

### Équipements sportifs
- Stade Matmut-Atlantique
- Stade Chaban-Delmas
- Patinoire
- Vélodrome
- Centre de formation et équipe réserve des Girondins de Bordeaux
- Stade André-Moga
- Maison des sports des Iris
- Stade nautique
- Stade d’athlétisme Pierre-Paul-Bernard
- Hippodrome Bordeaux le Bouscat

## Projets et réalisations

### Aménagements
Les grands projets actuels de Bordeaux-Métropole sont ceux du contrat d'agglomération de la CUB :
- Rénovation des quais et du quartier de La Bastide à Bordeaux
- Haut débit (Inolia)
- Itinéraire pédestre "La Boucle verte" (140 km) de découverte des espaces naturels majeurs de vingt communes de l’agglomération[47].
- Construction de la Bordeaux Métropole Arena et aménagement des quais à Floirac
- Reconduction du contrat portant sur l'eau et l'assainissement aujourd'hui géré par Lyonnaise des Eaux[48] (filiale de Suez Environnement)[49].
- Reconstruction de la station d'épuration Louis Fargue, d'une capacité de 447 000 équivalent-habitant, représentant un investissement de 96,1 millions d'euros[50], pour 54 mois de chantier, de 2009 à 2013[51].
- Aménagement des Bassins à flot, à Bordeaux
- Aménagement de la Bastide-Niel, à Bordeaux
- Aménagement des berges du lac
- Bordeaux-Euratlantique
- Opération Campus
- Pont Simone-Veil

### Équipements sportifs
- Centre nautique de Mérignac[52]
- Centre national d'athlétisme de Talence[53]

### Transports
La métropole est chargée du développement de l'ensemble des transports en commun à travers le service Transports Bordeaux Métropole. En juillet 2020, le réseau est composé de quatre lignes de tramway, 80 lignes de bus, une zone de transport à la demande, et un service de navette fluviale.
Dans un futur proche, une ligne BHNS de Bordeaux à Saint-Aubin-de-Médoc pourrait voir le jour.
Après avoir enregistré 125,9 millions de voyages en 2014, le réseau en a totalisé 130,7 millions en 2015, dont 79,6 millions en tramway, 50,9 millions en bus et 240 000 en Bat3. La croissance s'est accélérée en 2016 pour atteindre 141 millions de voyages.
À cela s'ajoutent le service de vélo en libre service VCUB et 15 parcs relais.
Les routes se répartissent en 2 812 kilomètres de voies métropolitaines — incluant d'anciennes départementales et l'A631 — 91 kilomètres de rocades et d'autoroutes ainsi que 227 kilomètres de chemins ruraux et 3 kilomètres de routes nationales. Depuis 2012, la CUB puis la métropole ont porté trois plans vélo successifs, amenant le réseau cyclable de 750 à 1 500 km, et créant en particulier un réseau express vélo nommé REVe Bordeaux de 270 km sur 14 lignes.

### Développement économique
- Quartier d'affaires Bordeaux-Euratlantique
- Parc de l'intelligence environnementale à Bègles
- Cité numérique à Bègles
- Bordeaux Aéroparc : un pôle de compétitivité voué au développement aéronautique, localisé sur trois communes : Mérignac, Le Haillan, Saint-Médard-en-Jalles
- Bioparc : Un pôle de compétitivité pour accueillir les projets liés au secteur des technologies, de la santé et de l’alimentation, créé à la limite des communes de Mérignac et Pessac
- Ecoparc : Site de référence pour l’économie durable, piloté par la ville de Blanquefort
- Route des lasers : Cité de la photonique à Pessac et Laser Mégajoule à Le Barp
- Projet de pôle aqualudique « Les Cascades de Garonne » à Lormont.

### Politique environnementale
Dans son palmarès 2024, le Conseil national de villes et villages fleuris de France a attribué quatre fleurs à Bordeaux Métropole, en remplacement de Bordeaux avec 3 fleurs en 2023.

## Galerie

### Identité visuelle

Logotype de la Communauté urbaine de Bordeaux ayant précédé la métropole.
Ancien logotype utilisé à la création de la métropole en 2015.
Logotype actuel de la métropole.

## Pour approfondir